# シスエレメント
シスエレメント（cis-element、cis-regulatory element またはcis-acting element）は同一分子上の遺伝子発現を調節するDNA またはRNA の領域を指す。シス（cis）はラテン語で「同じ側」の意味であり、「同じ側で発現調節する要素（因子）」がシスエレメントの原義。
一般にシスエレメントは遺伝子上流部の転写因子が結合する領域を指す場合が多い。転写因子はタンパク質であり細胞内に拡散して特定のDNA 配列（シスエレメント）に結合して転写を調節するため、同じ場所に留まらずトランス（trans）に作用する。一方、シスエレメントはDNA またはRNA 分子内の転写因子等に認識される塩基配列で、同一分子に即ちシスに作用し、遺伝子発現を調節する。
古典的なラクトースオペロンを例にとると、オペレーターがシスエレメントであり、トランス因子であるラックリプレッサーがここに結合することで同じDNA 分子上の近隣にある遺伝子の転写が抑制される。
ただしシスエレメントと標的遺伝子との位置的関係は様々である。例えば転写開始に直接関与するプロモーターは遺伝子の上流に当たる特定の位置に決まった方向で存在する必要があるが、転写を促進するエンハンサーは制御する遺伝子から離れて位置する場合が多い。またエンハンサーの及ぶ範囲を制御するためInsulator が存在している。
mRNA 分子上でその安定性や翻訳に影響を与えるシスエレメントもある。またPre-mRNA スプライシングの際には、切断する酵素の結合するシスエレメントが正確な切断位置の決定や特異的な選択的スプライシングに重要な役割を持っている。
生物間のゲノムの比較から、シスエレメントの位置の検索が試みられ、シスエレメントを検索するアルゴリズムは幾つか作成されている。
シスエレメントの再編成は生物の形態を変える能力を持っており、生物進化に大きな役割を果たしていることが推定されている。
またシスエレメントの異常は遺伝病の原因となっている場合がある。